# Crateva unilocularis
Crateva unilocularis är en kaprisväxtart som beskrevs av Buch.-ham.. Crateva unilocularis ingår i släktet Crateva, och familjen kaprisväxter. Inga underarter finns listade i Catalogue of Life.

## Bildgalleri

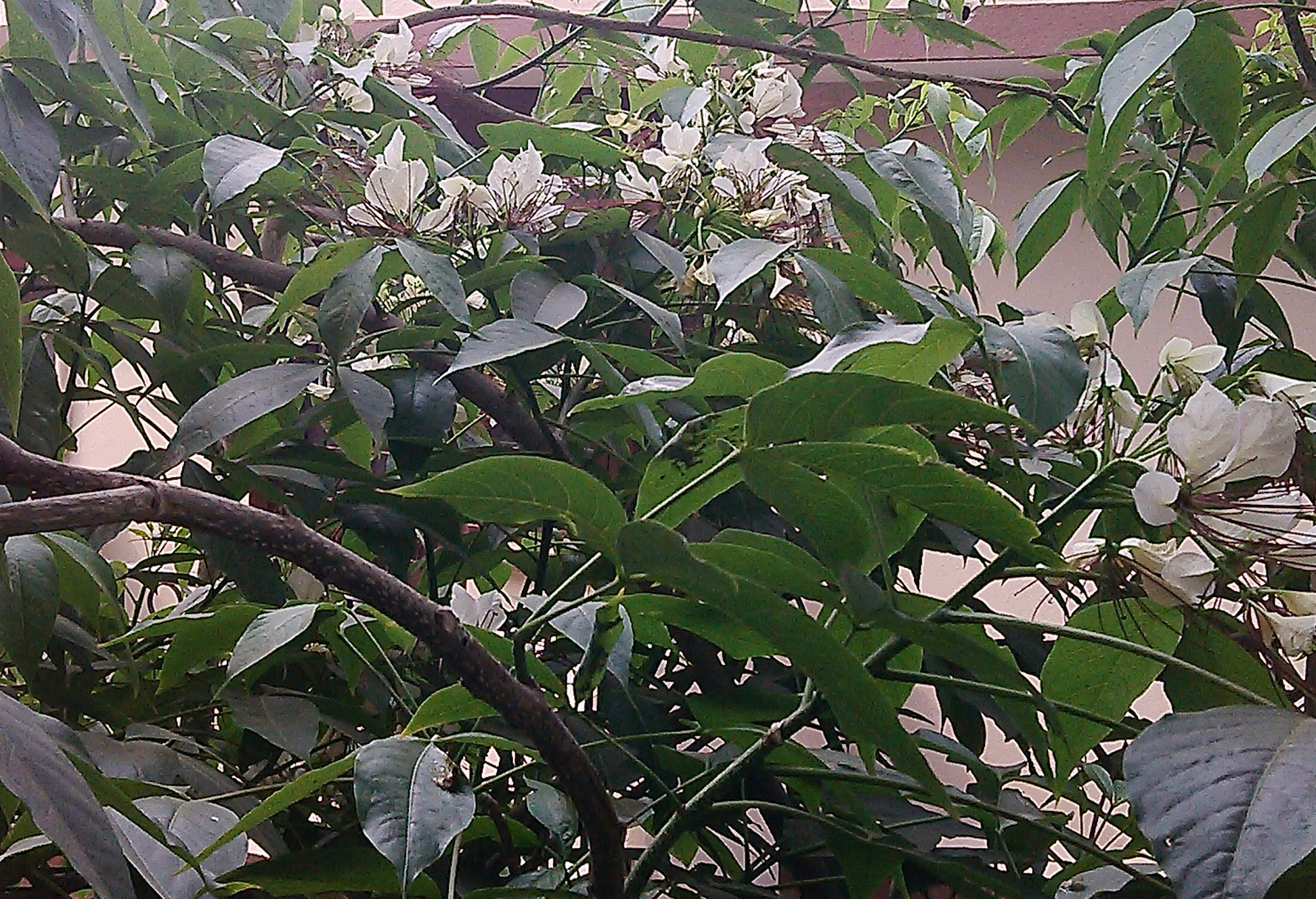
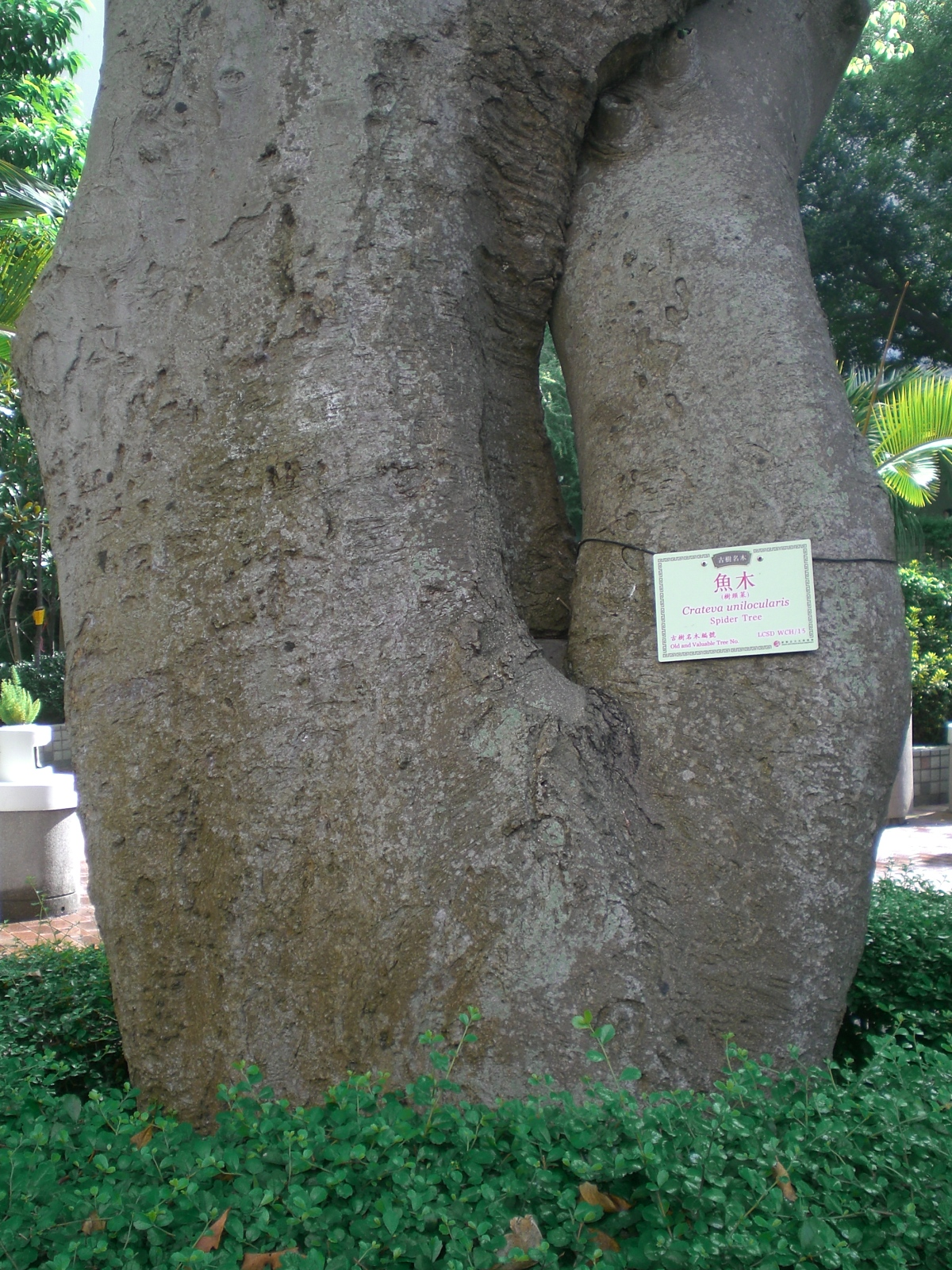